# Lega Basket Serie A
La Lega Basket Serie A, oficialmente Serie A UnipolSai por motivos de patrocinio e informalmente Serie A, es la máxima competición entre clubs del baloncesto masculino en Italia. Está organizada por la Lega Società di Pallacanestro Serie A (LBA), o más simplemente Lega Basket, por delegación de la Federación italiana de baloncesto (FIP).
Creada en 1920, la Liga italiana estuvo organizada desde 1974 en dos series: la Serie A1 y la Serie A2. Cada serie estaba formada por un conjunto de equipos que se enfrentaban en forma de liguilla hasta llegar a los cruces de los mejores de las dos series, que aspiraban a ganar el título de campeón de Liga (en italiano, el "scudetto").
Desde la temporada 2001-2002 se aplica un nuevo sistema de competición. La Serie A está formada únicamente por 16 equipos que disputan una liga regular, con enfrentamientos entre todos los equipos a doble vuelta. Tras la fase regular se disputan los "playoffs", eliminatorias entre los primeros clasificados hasta que la disputa de la final, que se dirime al mejor de cinco partidos.
Además de la Serie A, las otras dos grandes competiciones del baloncesto italiano son la Coppa Italia y la Supercoppa Italia, que enfrenta a principios de cada temporada al campeón de la Liga y al campeón de Copa en una final a partido único.

## Clubes temporada 2025-26
| Equipo                     | Sede          | Pabellón            | Capacidad |
| -------------------------- | ------------- | ------------------- | --------- |
| Acqua S.Bernardo Cantù     | Cantù         | PalaDesio           | 6,700     |
| APU Old Wild West Udine    | Udine         | PalaCarnera         | 3,470     |
| Banco di Sardegna Sassari  | Sassari       | PalaSerradimigni    | 5,000     |
| Bertram Derthona Tortona   | Tortona       | Pala OltrePo        | 1,800     |
| Dolomiti Energia Trentino  | Trento        | BLM Group Arena     | 4,360     |
| Germani Brescia            | Brescia       | PalaLeonessa        | 5,200     |
| Gevi Napoli                | Nápoles       | PalaBarbuto         | 5,500     |
| EA7 Emporio Armani Milano  | Milán         | Mediolanum Forum    | 12,700    |
| Nutribullet Treviso Basket | Treviso       | PalaVerde           | 5,134     |
| UNAHOTELS Reggio Emilia    | Reggio Emilia | PalaBigi            | 4,530     |
| Trapani Shark              | Trapani       | PalaIlio            | 4,575     |
| Pallacanestro Trieste 2004 | Trieste       | PalaTrieste         | 6,943     |
| Guerino Vanoli Basket      | Cremona       | PalaRadi            | 3,519     |
| Openjobmetis Varese        | Varese        | Enerxenia Arena     | 5,100     |
| Umana Reyer Venezia        | Venecia       | Palasport Taliercio | 3,506     |
| Virtus Segafredo Bologna   | Bolonia       | Virtus Arena        | 9,700     |

## Historial
| Temporada                                                      | Campeón                    | Subcampeón                | Serie | MVP del campeonato |
| -------------------------------------------------------------- | -------------------------- | ------------------------- | ----- | ------------------ |
| 1920                                                           | SEF Costanza Milano        |                           |       |                    |
| 1921                                                           | ASSI Milano                |                           |       |                    |
| 1922                                                           | ASSI Milano                | SEF Costanza Milano       |       |                    |
| 1923                                                           | Internazionale Milano      | Ginnastica Comense        |       |                    |
| 1924                                                           | ASSI Milano                | Cairoli Novara            |       |                    |
| 1925                                                           | ASSI Milano                | Pro Roma                  |       |                    |
| 1926                                                           | ASSI Milano                | YMCA Torino               |       |                    |
| 1927                                                           | ASSI Milano                | YMCA Torino               |       |                    |
| 1928                                                           | Ginnastica Roma            | SEF Costanza Milano       |       |                    |
| Campeonato no disputado                                        |                            |                           |       |                    |
| 1930                                                           | Ginnastica Triestina       | Ginnastica Roma           |       |                    |
| 1931                                                           | Ginnastica Roma            | Ginnastica Triestina      |       |                    |
| 1932                                                           | Ginnastica Triestina       | Pallacanestro Napoli      |       |                    |
| 1933                                                           | Ginnastica Roma            | Osa Milano                |       |                    |
| 1934                                                           | Ginnastica Triestina       | Olimpia Milano            |       |                    |
| 1935                                                           | Ginnastica Roma            | Ginnastica Triestina      |       |                    |
| 1935-36                                                        | Olimpia Milano             | Virtus Bologna            |       |                    |
| 1936-37                                                        | Olimpia Milano             | La Filotecnica Milano     |       |                    |
| 1937-38                                                        | Olimpia Milano             | Virtus Bologna            |       |                    |
| 1938-39                                                        | Olimpia Milano             | Ginnastica Triestina      |       |                    |
| 1939-40                                                        | Ginnastica Triestina       | Virtus Bologna            |       |                    |
| 1940-41                                                        | Ginnastica Triestina       | Olimpia Milano            |       |                    |
| 1941-42                                                        | Reyer Venezia              | Mussolini Roma            |       |                    |
| 1942-43                                                        | Reyer Venezia              | Virtus Bologna            |       |                    |
| Campeonato no disputado                                        |                            |                           |       |                    |
| Campeonato no disputado                                        |                            |                           |       |                    |
| 1945-46                                                        | Virtus Bologna             | Reyer Venezia             |       |                    |
| 1946-47                                                        | Virtus Bologna             | Ginnastica Triestina      |       |                    |
| 1947-48                                                        | Virtus Bologna             | Ginnastica Roma           |       |                    |
| 1948-49                                                        | Virtus Bologna             | Pallacanestro Varese      |       |                    |
| 1949-50                                                        | Olimpia Milano             | Virtus Bologna            |       |                    |
| 1950-51                                                        | Olimpia Milano             | Ginnastica Roma           |       |                    |
| 1951-52                                                        | Olimpia Milano             | Virtus Bologna            |       |                    |
| 1952-53                                                        | Olimpia Milano             | Virtus Bologna            |       |                    |
| 1953-54                                                        | Olimpia Milano             | Gira Bologna              |       |                    |
| 1954-55                                                        | Virtus Bologna             | Ginnastica Triestina      |       |                    |
| 1955-56                                                        | Virtus Bologna             | Olimpia Milano            |       |                    |
| 1956-57                                                        | Olimpia Milano             | Virtus Bologna            |       |                    |
| 1957-58                                                        | Olimpia Milano             | Virtus Bologna            |       |                    |
| 1958-59                                                        | Olimpia Milano             | Virtus Bologna            |       |                    |
| 1959-60                                                        | Olimpia Milano             | Virtus Bologna            |       |                    |
| 1960-61                                                        | Pallacanestro Varese       | Virtus Bologna            |       |                    |
| 1961-62                                                        | Olimpia Milano             | Pallacanestro Varese      |       |                    |
| 1962-63                                                        | Olimpia Milano             | Pallacanestro Varese      |       |                    |
| 1963-64                                                        | Pallacanestro Varese       | Olimpia Milano            |       |                    |
| 1964-65                                                        | Olimpia Milano             | Pallacanestro Varese      |       |                    |
| 1965-66                                                        | Olimpia Milano             | Pallacanestro Varese      |       |                    |
| 1966-67                                                        | Olimpia Milano             | Pallacanestro Varese      |       |                    |
| 1967-68                                                        | Pallacanestro Cantù        | Partenope Napoli Basket   |       |                    |
| 1968-69                                                        | Pallacanestro Varese       | Olimpia Milano            |       |                    |
| 1969-70                                                        | Pallacanestro Varese       | Olimpia Milano            |       |                    |
| 1970-71                                                        | Pallacanestro Varese       | Olimpia Milano            |       |                    |
| 1971-72                                                        | Olimpia Milano             | Pallacanestro Varese      |       |                    |
| 1972-73                                                        | Pallacanestro Varese       | Olimpia Milano            |       |                    |
| 1973-74                                                        | Pallacanestro Varese       | Olimpia Milano            |       |                    |
| 1974-75                                                        | Pallacanestro Cantù        | Pallacanestro Varese      |       |                    |
| 1975-76                                                        | Virtus Bologna             | Pallacanestro Varese      |       |                    |
| 1976-77                                                        | Pallacanestro Varese       | Virtus Bologna            | 2-0   |                    |
| 1977-78                                                        | Pallacanestro Varese       | Virtus Bologna            | 2-1   |                    |
| 1978-79                                                        | Virtus Bologna             | Olimpia Milano            | 2-0   |                    |
| 1979-80                                                        | Virtus Bologna             | Pallacanestro Cantù       | 2-0   |                    |
| 1980-81                                                        | Pallacanestro Cantù        | Virtus Bologna            | 2-1   |                    |
| 1981-82                                                        | Olimpia Milano             | Victoria Libertas Pesaro  | 2-0   |                    |
| 1982-83                                                        | Virtus Roma                | Olimpia Milano            | 2-1   |                    |
| 1983-84                                                        | Virtus Bologna             | Olimpia Milano            | 2-1   |                    |
| 1984-85                                                        | Olimpia Milano             | Victoria Libertas Pesaro  | 2-0   |                    |
| 1985-86                                                        | Olimpia Milano             | Juvecaserta Basket        | 2-1   |                    |
| 1986-87                                                        | Olimpia Milano             | Juvecaserta Basket        | 3-0   |                    |
| 1987-88                                                        | Victoria Libertas Pesaro   | Olimpia Milano            | 3-1   |                    |
| 1988-89                                                        | Olimpia Milano             | Libertas Livorno          | 3-2   |                    |
| 1989-90                                                        | Victoria Libertas Pesaro   | Pallacanestro Varese      | 3-1   |                    |
| 1990-91                                                        | Juvecaserta Basket         | Olimpia Milano            | 3-2   |                    |
| 1991-92                                                        | Pallacanestro Treviso      | Victoria Libertas Pesaro  | 3-1   |                    |
| 1992-93                                                        | Virtus Bologna             | Pallacanestro Treviso     | 3-0   |                    |
| 1993-94                                                        | Virtus Bologna             | Victoria Libertas Pesaro  | 3-2   | Carlton Myers      |
| 1994-95                                                        | Virtus Bologna             | Pallacanestro Treviso     | 3-0   | Stefano Rusconi    |
| 1995-96                                                        | Olimpia Milano             | Fortitudo Bologna         | 3-1   | Henry Williams     |
| 1996-97                                                        | Pallacanestro Treviso      | Fortitudo Bologna         | 3-2   | Carlton Myers      |
| 1997-98                                                        | Virtus Bologna             | Fortitudo Bologna         | 3-2   | Predrag Danilović  |
| 1998-99                                                        | Pallacanestro Varese       | Pallacanestro Treviso     | 3-0   | Vincenzo Esposito  |
| 1999-00                                                        | Fortitudo Bologna          | Pallacanestro Treviso     | 3-1   | Vincenzo Esposito  |
| 2000-01                                                        | Virtus Bologna             | Fortitudo Bologna         | 3-0   | Emanuel Ginóbili   |
| 2001-02                                                        | Pallacanestro Treviso      | Fortitudo Bologna         | 3-0   | Emanuel Ginóbili   |
| 2002-03                                                        | Pallacanestro Treviso      | Fortitudo Bologna         | 3-1   | Massimo Bulleri    |
| 2003-04                                                        | Mens Sana Siena            | Fortitudo Bologna         | 3-0   | Gianluca Basile    |
| 2004-05                                                        | Fortitudo Bologna          | Olimpia Milano            | 3-1   | Massimo Bulleri    |
| 2005-06                                                        | Pallacanestro Treviso      | Fortitudo Bologna         | 3-1   | Lynn Greer         |
| 2006-07                                                        | Mens Sana Siena            | Virtus Bologna            | 3-0   | Terrell McIntyre   |
| 2007-08                                                        | Mens Sana Siena            | Virtus Roma               | 4-1   | Danilo Gallinari   |
| 2008-09                                                        | Mens Sana Siena            | Olimpia Milano            | 4-0   | Terrell McIntyre   |
| 2009-10                                                        | Mens Sana Siena            | Olimpia Milano            | 4-0   | Romain Sato        |
| 2010-11                                                        | Mens Sana Siena            | Pallacanestro Cantù       | 4-1   | Omar Thomas        |
| 2011-12                                                        | Revocado (Mens Sana Siena) | Olimpia Milano            | 4-1   | Bo McCalebb        |
| 2012-13                                                        | Revocado (Mens Sana Siena) | Virtus Roma               | 4-1   | Luigi Datome       |
| 2013-14                                                        | Olimpia Milano             | Mens Sana Siena           | 4-3   | Drake Diener       |
| 2014-15                                                        | Dinamo Basket Sassari      | Pallacanestro Reggiana    | 4-3   | Tony Mitchell      |
| 2015-16                                                        | Olimpia Milano             | Pallacanestro Reggiana    | 4-2   | James Nunnally     |
| 2016-17                                                        | Reyer Venezia Mestre       | Aquila Basket Trento      | 4-2   | Marcus Landry      |
| 2017-18                                                        | Olimpia Milano             | Aquila Basket Trento      | 4-2   | Jason Rich         |
| 2018-19                                                        | Reyer Venezia Mestre       | Banco di Sardegna Sassari | 4-3   | Drew Crawford      |
| Campeonato 2019-20 suspendido debido a la pandemia de COVID-19 |                            |                           |       |                    |
| 2020-21                                                        | Virtus Bologna             | Olimpia Milano            | 4-0   | Stefano Tonut      |
| 2021-22                                                        | Olimpia Milano             | Virtus Bologna            | 4-2   | Amedeo Della Valle |
| 2022-23                                                        | Olimpia Milano             | Virtus Bologna            | 4-3   | Colbey Ross        |
| 2023-24                                                        | Olimpia Milano             | Virtus Bologna            | 3-1   | Marco Belinelli    |
| 2024-25                                                        | Virtus Bologna             | Pallacanestro Brescia     | 3-0   | Miro Bilan         |

## Títulos por club
| Club                         | Campeón | 2º | Años campeón |
| ---------------------------- | ------- | -- | --- |
| Olimpia Milano               | 31      | 19 | 1936, 1937, 1938, 1939, 1950, 1951, 1952, 1953, 1954, 1957, 1958, 1959, 1960, 1962, 1963, 1965, 1966, 1967, 1972, 1982, 1985, 1986, 1987, 1989, 1996, 2014, 2016, 2018, 2022, 2023, 2024 |
| Virtus Pallacanestro Bologna | 17      | 19 | 1946, 1947, 1948, 1949, 1955, 1956, 1976, 1979, 1980, 1984, 1993, 1994, 1995, 1998, 2001, 2021, 2025                                                                                     |
| Pallacanestro Varese         | 10      | -  | 1961, 1964, 1969, 1970, 1971, 1973, 1974, 1977, 1978, 1999 |
| Mens Sana Basket Siena       | 6       | -  | 2004, 2007, 2008, 2009, 2010, 2011, |
| ASSI Milano                  | 6       | -  | 1921, 1922, 1924, 1925, 1926, 1927 |
| Ginnastica Triestina         | 5       | -  | 1930, 1932, 1934, 1940, 1941 |
| Pallacanestro Treviso        | 5       | -  | 1992, 1997, 2002, 2003, 2006 |
| Reyer Venezia                | 4       | -  | 1942, 1943, 2017, 2019 |
| Ginnastica Roma              | 4       | -  | 1928, 1931, 1933, 1935 |
| Pallacanestro Cantù          | 3       | -  | 1968, 1975, 1981 |
| Victoria Libertas Pesaro     | 2       | -  | 1988, 1990 |
| Fortitudo Bologna            | 2       | -  | 2000, 2005 |
| Costanza Milano              | 1       | -  | 1920 |
| Internazionale Milano        | 1       | -  | 1923 |
| Virtus Roma                  | 1       | -  | 1983 |
| Juvecaserta                  | 1       | -  | 1991 |
| Dinamo Basket Sassari        | 1       | -  | 2015 |

### Títulos por ciudad
| Título | Ciudad  | Equipo                                                                                |
| ------ | ------- | ------------------------------------------------------------------------------------- |
| 39     | Milán   | Olimpia Milano (31) ASSI Milano (6) Internazionale Milano (1) SEF Costanza Milano (1) |
| 18     | Bolonia | Virtus Pallacanestro Bologna (16) Fortitudo Pallacanestro Bologna (2)                 |
| 10     | Varese  | Pallacanestro Varese (10)                                                             |
| 6      | Siena   | Mens Sana Basket Siena (6)                                                            |
| 5      | Trieste | Società Ginnastica Triestina (5)                                                      |
| 5      | Roma    | Società Ginnastica Roma (4) Pallacanestro Virtus Roma (1)                             |
| 5      | Treviso | Benetton Treviso (5)                                                                  |
| 3      | Cantù   | Pallacanestro Cantù (3)                                                               |
| 2      | Venecia | Reyer Venezia (2)                                                                     |
| 2      | Pesaro  | Victoria Libertas Pesaro (2)                                                          |
| 1      | Caserta | Juvecaserta Basket (1)                                                                |
| 1      | Sassari | Dinamo Basket Sassari (1)                                                             |